# Thomas Abel Brimage Spratt
Thomas Abel Brimage Spratt (11 de mayo de 1811 – 12 de marzo de 1888) fue un vicealmirante, hidrógrafo y geólogo inglés.

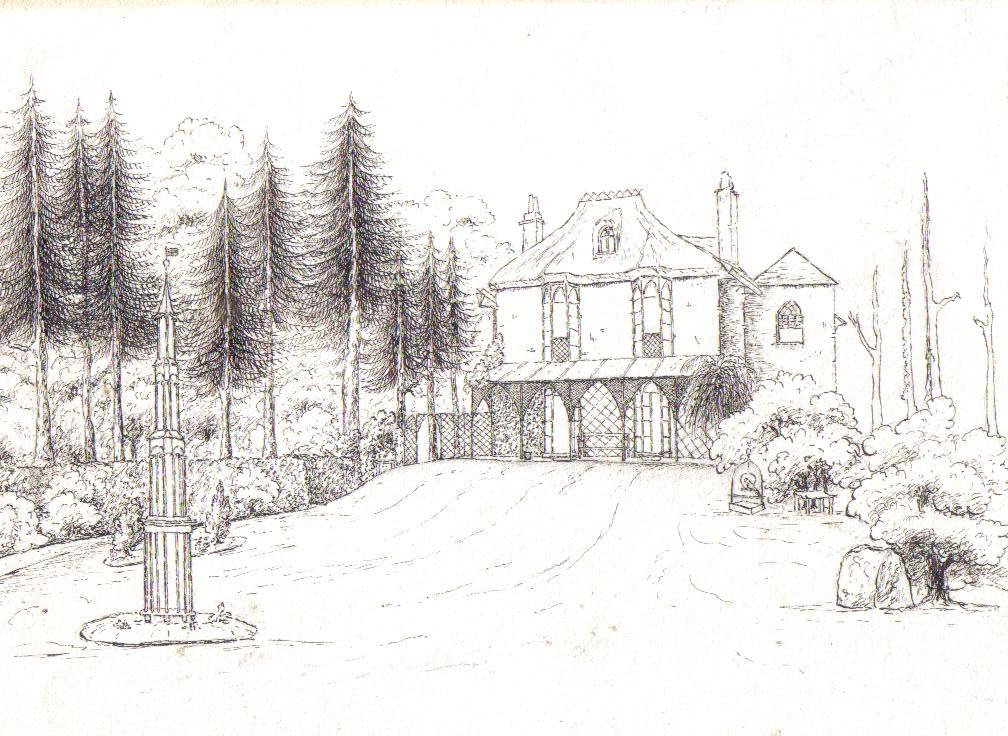
Woodway Cottage en 1825, lugar de nacimiento de Thomas Spratt.

## Vida

Mapa de la bahía de Balaklava cartografiada por Spratt en Spitfire, (1854).

Thomas Spratt nació en Woodway House, Teignmouth Este, hijo mayor del comandante de la  Royal Navy James Spratt , oficial médico jefe y héroe de la Batalla de Trafalgar. Se alistó en la Royal Navy a la edad de 16 años en 1827 y fue asignado a la disciplina de levantamientos hidrográficos en el HMS Victory. Hasta 1863 se dedicó casi ininterrumpidamente a vigilar el Mediterráneo. Recibió su primera formación en topografía de Thomas Graves en el HMS Mastiff y HMS Meteor (1823). Fue ascendido a teniente de navío en 1841 y su primer mando fue la fragata de sexta clase HMS Volage (1825). A continuación sucedió a Graves como comandante del HMS Spitfire. Prestó un servicio distinguido en el Mar Negro durante la Guerra de Crimea, planificando los ataques a Kerch y Kinburn. Fue ascendido a capitán en 1855, y nombrado Miembro de la Orden del Baño ese mismo año. A continuación, se le dio el mando del HMS Medina (1840), buque en el que prosiguió su labor de reconocimiento en el Mediterráneo.
En una fecha anterior se asoció con Edward Forbes, entonces naturalista del "Beacon", y durante los años 1841-1843 realizaron observaciones sobre la distribución batimétrica de la vida marina. Estaba especialmente en deuda con Forbes por su interés en historia natural y geología, y juntos publicaron Travels in Lycia, etc. (1847). Fue elegido Miembro de la Royal Society Fue elegido miembro de la Royal Society por ser «autor de Travels in Lycia y de importantes artículos en las revistas de las Geological & Geographical Societies».
Mientras estaba de baja en Teignmouth debido a las secuelas de la malaria, investigó los movimientos de las barras de arena en Teignmouth y sugirió medios prácticos para mejorar la entrada al puerto. Publicó su investigación en 1856 y fue felicitado por la claridad y practicidad de su trabajo por Isambard Kingdom Brunel, que por entonces construía el ferrocarril de South Devon.Spratt investigó las cuevas de Malta y obtuvo restos del elefante pigmeo (Elephas melitensis), que fue descrito por Hugh Falconer. Investigó la geología de varias islas griegas, las costas de Asia Menor y el delta del Nilo.
Se distinguió especialmente por sus Travels and Researches in Creta (2 vols., 1865), en los que describió la geografía física, la geología, la arqueología (Puente de Eleuterna) y la historia natural de la isla. Dos especies fósiles fueron bautizadas en su honor y se le dedicaron varios libros. Fue comisario de pesca de 1866 a 1873; y conservador en funciones del río Mersey desde 1879 hasta su muerte en Royal Tunbridge Wells el 12 de marzo de 1888.

## Papel en el descubrimiento de Troya
Los arqueólogos Heinrich Schliemann, Wilhelm Dörpfeld y Carl Blegen utilizaron uno de los mapas creados por Thomas Spratt, conocido como el "Mapa de Spratt", que contribuyó al descubrimiento de Troya, porque un profesor alemán de antigüedades clásicas que trabajaba con Spratt añadió el nombre Troya con un signo de interrogación a la ubicación real de Troya. Lo había añadido porque se encontraba sobre las ruinas de la ciudad griega identificada de Novo Ilium (Nueva Troya). Al observar el mapa, Schliemann vio Troya con un signo de interrogación y decidió empezar a excavar, lo que condujo al descubrimiento de Troya.